# Dolichopeza longifurca
Dolichopeza longifurca är en tvåvingeart som beskrevs av Frederick Askew Skuse 1890. Dolichopeza longifurca ingår i släktet Dolichopeza och familjen storharkrankar. Inga underarter finns listade i Catalogue of Life.